# Керамічний резонатор
Керамі́чний резона́тор (англ. ceramic resonator) — електронний компонент, що складається зі шматка п'єзоелектричного керамічного матеріалу до якого приєднано два або більше металевих електроди. При підключенні в схему електронного генератора, резонансні механічні коливання в пристрої генерують електричні коливання певної частоти. Подібно до кристалів кварцу, вони використовуються в кварцових генераторах для генерації тактового сигналу в комп'ютерах та інших цифрових логічних пристроях.
Керамічні резонатори виготовляються з високостабільної п'єзокераміки, як правило з титанат-цирконату свинця (PZT), який функціонує як механічний резонатор. В процесі роботи його механічні коливання індукують осцилюючу напругу в підведених до нього електродах. Товщина керамічної підкладки визначає резонансну частоту пристрою.

## Корпуси
Типовий керамічний резонатор має два чи три виводи.  Бувають різного розміру і форми, як для поверхневого, так і для наскрізного монтажу. Генерація виникає між двома виводами. Третій вивід (якщо присутній, зазвичай центральний) підключається до заземлення.

## Застосування

### Генератори
Керамічний резонатор зустрічається в багатьох пристроях цифрової єлектроніки  на базі мікропроцесорів як джерело синхросигналу де стабільність частоти не дуже критична, бо стабільність генерації частоти керамічного резонатора становить близько 0.5 %, тоді як стабільність частоти кварцового генератора 0.001 %.
Також вони зустрічаються в електричних схемах, відповідальних за відлік часу у будь-якій побутовій та спеціальній техніці, пристроях зв'язку, пультах дистанційного керування та іграшках. Керамічний резонатор часто використовують у електронних пристроях замість кварцових резонаторів як джерело сигналу чи синхросигналу через їх меншу вартість і менший розмір.

### Фільтри
Керамічні фільтри аналогічні керамічним резонаторам. Керамічні фільтри найчастіше використовуються в трактах проміжної частоти супергетеродинних радіоприймачів.